# Sundsby
Sundsby este o arie protejată (arie specială de conservare — SAC, sit de importanță comunitară — SCI) din Suedia întinsă pe o suprafață de 362,9 ha, integral pe uscat.

## Localizare
Centrul sitului Sundsby este situat la coordonatele 58°04′12″N 11°41′27″E / 58.07°N 11.6909°E.

## Înființare
Situl Sundsby a fost declarat sit de importanță comunitară în ianuarie 2002 pentru a proteja un număr necunoscut de specii din flora spontană și fauna sălbatică aflate în arealul zonei. Situl a fost protejat și ca arie specială de conservare în martie 2011.

## Biodiversitate
Situată în ecoregiunile continentală și marină Atlantică, aria protejată conține 9 habitate naturale: Pajiști fino-scandinave uscate până la mezice, bogate în specii de altitudine mică, Păduri de stejar sau de stejar și carpen sub-atlantice și medio-europene de Carpinion betuli, Pante stâncoase silicioase cu vegetație casmofită, Pășuni atlantice udate de apa mării (Glauco-Puccinellietalia maritimae), Liziere de ierburi înalte hidrofile de câmpie și de nivel montan până la alpin, Golfuri mici largi și golfuri puțin adânci, Păduri acidofile de stejar bătrân cu Quercus robur pe câmpii nisipoase, Roci stâncoase cu vegetație pionieră de Sedo-Scleranthion sau Sedo albi-Veronicion dillenii, Păduri caducifoliate de mlaștină fino-scandinave.
La baza desemnării sitului se află un număr nedeclarat de specii protejate.